# Elephant
Az Elephant az amerikai alternatív rockegyüttes, a The White Stripes negyedik nagylemeze. Az Angliában rögzített lemezt 2003. április 1-jén a V2 Records kiadó adta ki, így ez az együttes első lemeze major kiadónál. 2004-ben Grammy-díjat nyert a legjobb alternatív album kategóriájában. Az Elephant album a 390. a Rolling Stone magazin által összeállított, minden idők 500 legjobb albumát tartalmazó listán. Szerepel az 1001 lemez, amit hallanod kell, mielőtt meghalsz című könyvben.

## Az album dalai
|     | Cím                                              | Szerző(k)                 | Hossz |
| --- | ------------------------------------------------ | ------------------------- | ----- |
| 1.  | Seven Nation Army                                | Jack White                | 3:51  |
| 2.  | Black Math                                       | White                     | 3:03  |
| 3.  | There's No Home for You Here                     | White                     | 3:43  |
| 4.  | I Just Don't Know What to Do with Myself         | Burt Bacharach, Hal David | 2:46  |
| 5.  | In the Cold, Cold Night                          | White                     | 2:58  |
| 6.  | I Want to Be the Boy to Warm Your Mother's Heart | White                     | 3:20  |
| 7.  | You've Got Her in Your Pocket                    | White                     | 3:39  |
| 8.  | Ball and Biscuit                                 | White                     | 7:19  |
| 9.  | The Hardest Button to Button                     | White                     | 3:32  |
| 10. | Little Acorns                                    | Mort Crim, White          | 4:09  |
| 11. | Hypnotize                                        | White                     | 1:48  |
| 12. | The Air Near My Fingers                          | White                     | 3:40  |
| 13. | Girl, You Have No Faith in Medicine              | White                     | 3:17  |
| 14. | It's True That We Love One Another               | White                     | 2:42  |
| 15. | Who's to Say (bónuszdal)                         | Blanche                   | 4:36  |
| 16. | Good to Me (bónuszdal)                           | Brendan Benson            | 2:07  |

## Közreműködők

### The White Stripes
- Jack White – ének, gitár, zongora; producer, keverés
- Meg White – dob, ének

### Vendégzenészek
- Mort Crim – beszéd a Little Acorns-on
- Holly Golightly – ének az It's True That We Love One Another-ön

### Produkció
- Liam Watson – hangmérnök, keverés
- Noel Summerville – mastering
- "The Third Man" – művészi munka
- Patrick Pantano – fényképek
- Bruce Brand – kinézet